# ザーンスタット
ザーンスタット （蘭: Zaanstad [ˈzaːnstɑt] ( 音声ファイル)）は、オランダ北ホラント州にある基礎自治体 (ヘメーンテ)。

## 概要
ザーンスタット基礎自治体は、アムステルダム基礎自治体（市）の北に隣接している。この自治体は、1974年の基礎自治体再編時に、Krommenie, Wormerveer, Assendelft, Westzaan, Zaandijk, Koog aan de Zaan, Zaandamの旧基礎自治体を統合する形で誕生した。
基礎自治体の中心地区はザーンダム（Zaandam）である。また、基礎自治体役所（本庁舎）はザーンダイク（Zaandijk）に置かれている。

## 地区
ザーンスタット基礎自治体には、次の地区がある。
- Assendelft （アセンデルフト）
- Koog aan de Zaan （コーフ・アーン・デ・ザーン）
- Krommenie （クロメニー）
- West-Knollendam （ヴェスト＝クノレンダム）
- Westzaan （ヴェストザーン）
- Wormerveer （ヴォルメルフェール）
- Zaandam （ザーンダム）
- Zaandijk （ザーンダイク）

## 経済
居住者はアムステルダムへ通勤・通学する人が多い。また、オランダ国内最大のスーパーマーケットチェーンのアルバート・ハイン本社がザーンダムに置かれている。

## 観光
- ザーンセ・スカンス（英語版） - 各地の民家や風車を集めてつくられた町[1]

## 交通
オランダ鉄道の主な駅
- コーフ・ザーンダイク駅（Station Koog-Zaandijk） ： 役所最寄駅
- ザーンダム駅（Station Zaandam）

主なバス路線
- Connexxion91系統（アムステルダム中央駅前 東バスターミナル行き）